# Zan
Pour les articles homonymes, voir Zan (homonymie).
Le Zan est un nom propre que l'on utilise pour désigner de la confiserie à l'extrait de réglisse, généralement présenté sous forme de tablette, de pain ou de petits bâtonnets durs, à croquer ou sucer. 
Ce mot provient de l'entreprise française Zan fondée à la fin du XIXe siècle, rachetée par Ricqlès en 1970, puis par Haribo en 1987.

## Histoire de la société Zan

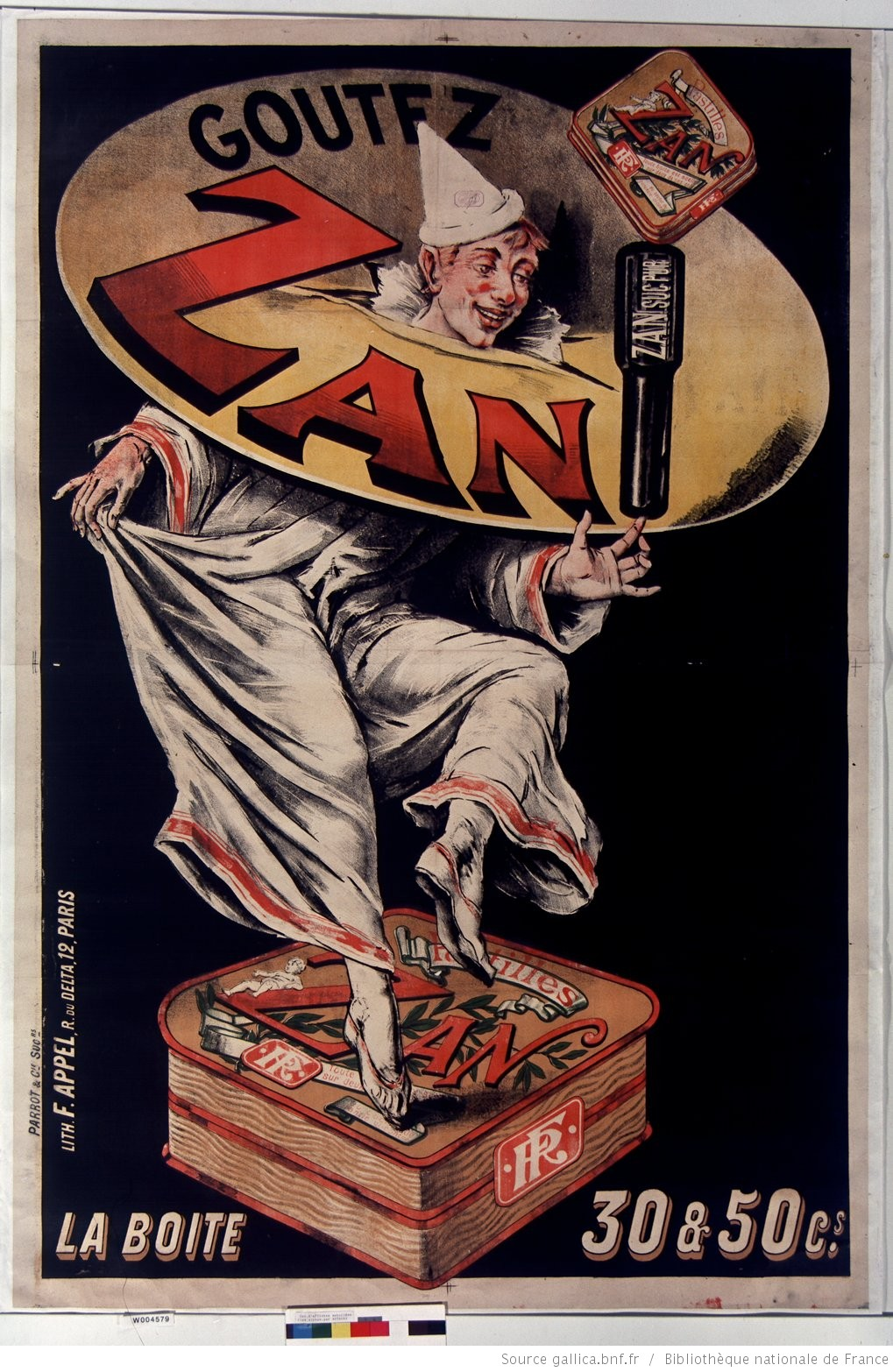
Affiche publicitaire lithographiée pour les produits Zan (bâton suc pur, pastilles) datant de 1888.

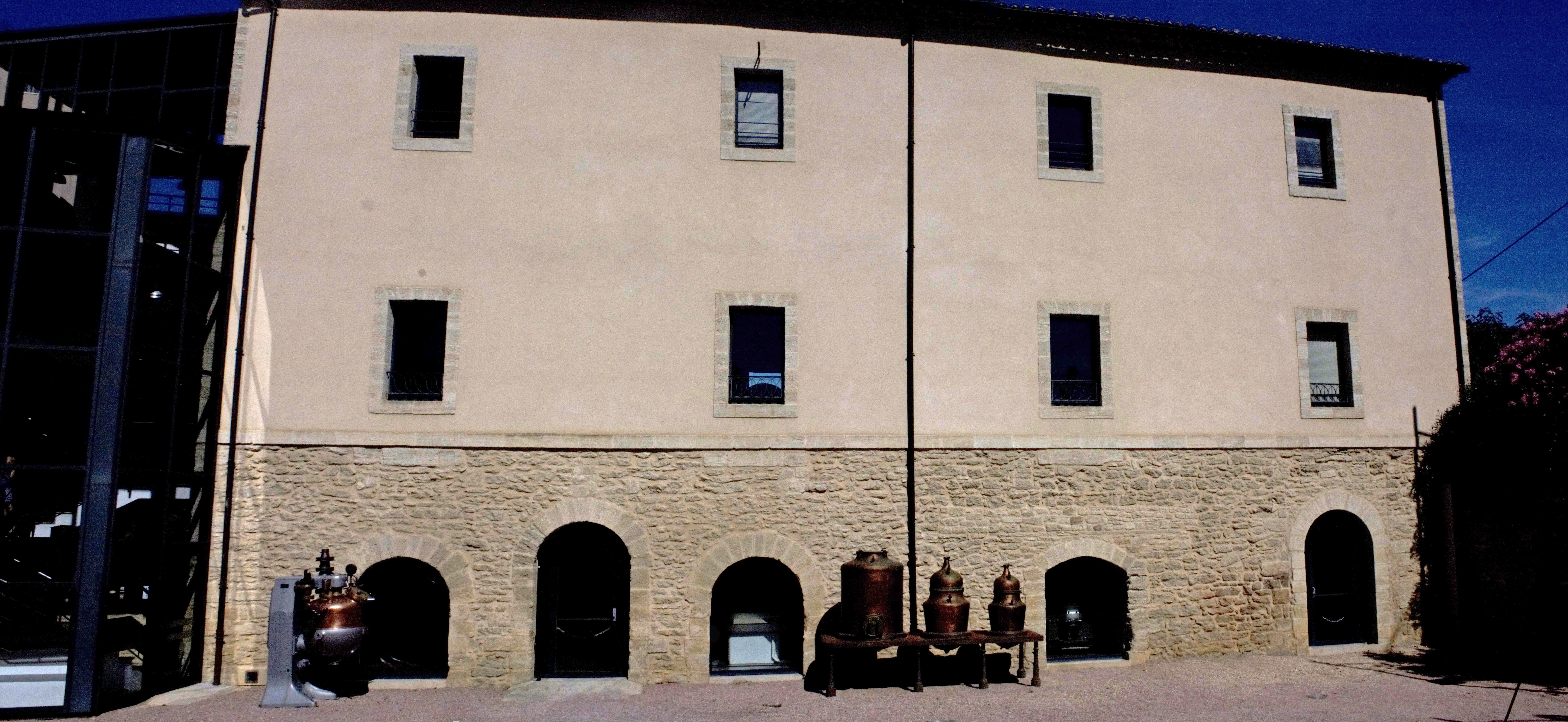
Ancienne réglisserie Zan située à Uzès, aujourd'hui le musée du bonbon.

La fondation des usines de réglisserie Zan est liée au développement de la culture de la réglisse dans la région d'Uzès, qui s'est accentuée quand la culture du ver à soie connut une récession. Des industriels des régions lyonnaises et du Dauphiné ont alors investi dans le Gard où se trouvaient déjà des infrastructures. C'est ainsi que le banquier et tanneur Henri Lafont rachète en 1856 un ancien moulin à papier fondé par Daniel Gentil en 1770, devenue une usine d'impression sur étoffes en 1852 et une amidonnerie. Lafont cède, en 1863, à ses deux gendres, Henri Abauzit et Léonce Vincent, la propriété des lieux pour en faire un atelier de fabrication de suc de réglisse. La direction de l'usine est confiée à Alphonse Perdrix. En 1873, la société Abauzit, Perdrix et Aubrespy est formée : ce dernier est Paul Aubrespy, le gendre d'Abauzit. En 1882, une scission a lieu et l'usine prend comme raison sociale Abauzit & Aubrespy, réglisserie. Les produits se présentent sous la forme de petites boules ou perles noires (un mélange de suc de réglisse et de gomme arabique) et de bâtons pur suc.
En 1884, la marque Zan est déposée. En 1892, l'ancienne usine de La Californie (ou du moulin de Gentil) est fermée au profit d'un nouveau bâtiment, situé au Pont des Charrettes, toujours à Uzès. 
L'anecdote veut qu'Aubrespy aurait un jour entendu un enfant demander à sa mère une confiserie à la réglisse en zozotant : « Z’en veux, Maman, donne-moi-z’en ! » Le directeur dépose alors la marque Zan, en 1884. Certaines publicités Zan déclineront à leur tour la petite phrase d’enfant : « Donne moi ZAN » ou d'autres jeux de mots comme « Goûtez Zan ». Zan fabriquait différentes sortes de confiseries à la réglisse avec divers arômes, sous la forme de pastilles, en poudre… La plus connue est certainement la tablette Zan.
Au tournant du XXe siècle, le produit phare est le « bâton à sucer » entièrement composé d'extrait de réglisse et dont l'extrémité aplatie était marquée « Zan suc pur » : ce produit a totalement disparu. Une petite boîte rouge en carton ou métal contenant de petits bâtonnets noirs appelés « pastille » fut également commercialisée à cette époque. Les tablettes de forme rectangulaire et plate, vendues sous pochettes, étaient appelées « petits pains ».
La société prend le nom collectif de Teissonnière-Kreitmann en 1912, puis est refondée sous la forme SARL Réglisse Zan en 1927. Elle fusionna en 1970 avec la société Ricqlès (qui avait acquis en 1962 la société Carénou & Tur, fondée à Moussac), rachète la société Florent en 1975, avant d'être rachetée par Haribo en 1987.
La plupart des produits Zan sont aujourd'hui fabriqués par Haribo : cette multinationale laisse son usine d'Uzès développer sa propre gamme et l'on assiste à un retour de commercialisation de ces produits, visant probablement le marché des nostalgiques. Il en existe aromatisés à l'anis (emballage rouge) ou à la menthe (emballage vert). Autrefois, ils étaient également proposés aromatisés à la violette.
L'histoire de la réglisserie Zan est exposée au musée du bonbon d'Uzès, qui occupe l'espace de l'ancienne usine.

## Le zan dans les représentations
- Apollinaire écrit dans Adieu (tiré des Poèmes à Lou) : « On va rentrer après avoir acquis du zan ».
- En 1913, dans un film comique dont il était le héros, René Poyen jouait un personnage dénommé Bout de Zan.
- Boris Vian fait référence au zan dans son ouvrage de jeunesse Conte de fées à l'usage des moyennes personnes.
- Le champion du monde hippique Pierre Durand (né en 1955) avait appelé son cheval noir Bout de Zan.
- En 1975, le Trésor de la langue française retenait l'expression « bout de zan » pour désigner une personne (surtout une femme) assez petite.
- « Le Zan, sous toutes ses formes, ne me quittera plus : bâton de réglisse, ruban en rouleaux […] j'en distribuerai à tous mes amis. Lily Passion aura un sac en mica rempli de zan bleu. » Extrait de Il était un piano noir... mémoires interrompus de Barbara
- Alizée chante dans Parler tout bas que : « Quand on n'a que seize ans le lit qu'on défait n'a plus le goût du zan ».
- Kool Shen chante dans Mauvaise École de l'album Crise de conscience sorti en 2009 que : « T'as vu le diable de trop près. T'as vu la juge pour enfants trop de fois, t'as évité le procès. T'as senti l'odeur particulière du sang. À l'âge ou d'autres plus chanceux n'ont dans la bouche que le goût du Zan » en référence aux enfants scolarisés dans des milieux défavorisés et violents contrairement à ceux issus de classes aisées.